# Phyllitis heterophylla
Phyllitis heterophylla là một loài dương xỉ trong họ Aspleniaceae. Loài này được Moench mô tả khoa học đầu tiên năm 1794.
Danh pháp khoa học của loài này chưa được làm sáng tỏ. 